# Onofre Gomis
Onofre Gomis   (Barcelona, segle XVI - segle XVI) fou canonge i cabiscol de la Seu d'Urgell. Va esser elegit President de la Generalitat de Catalunya el 7 d'octubre de 1563, després que en l'elecció del 22 de juliol fos nomenat el bisbe de Barcelona, Guillem Caçador i no pogués incorporar-se per estar al Concili de Trento. Posteriorment s'anomenaren successivament als bisbes de Vic, Tortosa i Lleida i tot tres renunciaren per la mateixa raó.
Onofre Gomis era fill de mercaders i abans de passar a la Seu d'Urgell, havia estat a l'església de Sant Miquel de Barcelona. Al començament del seu mandat s'inicien les corts de Montsó-Barcelona (1563-1564) que acabaren sobtadament el 13 de març de 1564.
El 25 de juny de 1564 tornen a aparèixer vaixells musulmans a la desembocadura del Besòs i no va ser fins cinc setmanes més tard quan varen aparèixer 83 galeres reials comandades per Garcia Alvarez de Toledo. Poc més tard, el 25 d'agost de 1564, el nou lloctinent de Catalunya, en Diego Hurtado de Mendoza y de la Cerda, jurà les Constitucions.